# 笙 (日本)
笙（臺灣華語語境多稱雅樂笙）是一種日本自由簧樂器，在奈良時代自中國引進。它的原型就是中國笙，不過和笙往往較中國笙小號一些。現在幾乎只在雅樂使用。
笙由17根竹管組成，每根竹管上都裝有一個簧片。有兩根竹管並不會發聲——儘管在平安時代，它們偶爾會應樂曲而使之發聲。據說笙的聲音是模仿鳳凰吟嘯，所以以美觀為考量保留了兩根無聲管，成為兩個對稱的“翅膀”。有一種較大的笙「竽」（源自中國的竽）已經很少被使用。

## 音位
| 名稱   | 千   | 十     | 下   | 乙   | 工   | 美   | 一   | 八   | 也          | 言   | 七   | 行     | 上     | 凢   | 乞   | 毛          | 比   |
| 發音   | せん | じゅう | げ   | おつ | く   | び   | いち | はち | や          | ごん | しち | ぎょう | じょう | ぼう | こつ | もう        | ひ   |
| 近似音 | F#6  | G5     | F#5  | E5   | C#5  | G#5  | B4   | E6   | (G6/A#5)    | C#6  | B5   | A5     | D6     | D5   | A4   | (D#5/F5)    | C6   |
| 十二律 | 下無 | 双調   | 下無 | 平調 | 上無 | 鳧鐘 | 盤渉 | 平調 | (双調/鸞鏡) | 上無 | 盤渉 | 黄鐘   | 壱越   | 壱越 | 黄鐘 | (断金/勝絶) | 神仙 |

## 合竹
如同中國笙的傳統和聲，雅樂笙在傳統曲目中也常會有固定的傳統和聲，稱之為合竹（あいたけ）。
| 合竹名     | 構成音                                                        |
| ---------- | ------------------------------------------------------------- |
| 乞         | 乞（A4）、乙（E5）、行（A5）、七（B5）、八（E6）、千（F#6）   |
| 一         | 一（B4）、凢（D5）、乙（E5）、行（A5）、七（B5）、千（F#6）   |
| 工         | 工（C#5）、凢（D5）、乙（E5）、美（G#5）、行（A5）、七（B5）  |
| 凢         | 凢（D5）、乙（E5）、行（A5）、七（B5）、八（E6）、千（F#6）   |
| 乙         | 乙（E5）、行（A5）、七（B5）、上（D6）、八（E6）、千（F#6）   |
| 下         | 下（F#5）、美（G#5）、行（A5）、七（B5）、上（D6）、千（F#6） |
| 十         | 下（F#5）、十（G5）、行（A5）、七（B5）、上（D6）、八（E6）   |
| 十（双調） | 十（G5）、行（A5）、七（B5）、上（D6）、八（E6）              |
| 美         | 美（G#5）、行（A5）、七（B5）、比（C6）、上（D6）、千（F#6）  |
| 行         | 行（A5）、七（B5）、上（D6）、八（E6）、千（F#6）             |
| 比         | 行（A5）、七（B5）、比（C6）、上（D6）、八（E6）、千（F#6）   |

「十（双調）」僅用於雙調（そうじょう，雅樂中唐樂調式之一）。除了「十（双調）」和「行」由五個音構成外，其餘合竹皆由六個音構成。「十」和「比」之外的合竹皆以構成音中的最低音為合竹名。「行」（A5）、「七」（B5）兩音在所有合竹中都有出現，不過「言」（C#6）就沒有在任何一個合竹中出現。

## 製笙家
- 鈴木治夫：東京唯一的製笙家。[1][2]

## 延伸閱讀
- Garfias, Robert. . Berkeley, Calif.: University of California Press. 1975. ISBN 0-520-01977-6. OCLC 2001499.
- F. T. Piggot, The Music of the Japanese in: Asiatic Society of Japan. . Asiatic Society of Japan. 1891: 301–305  [15 July 2012].